# Amaranto (alimento)

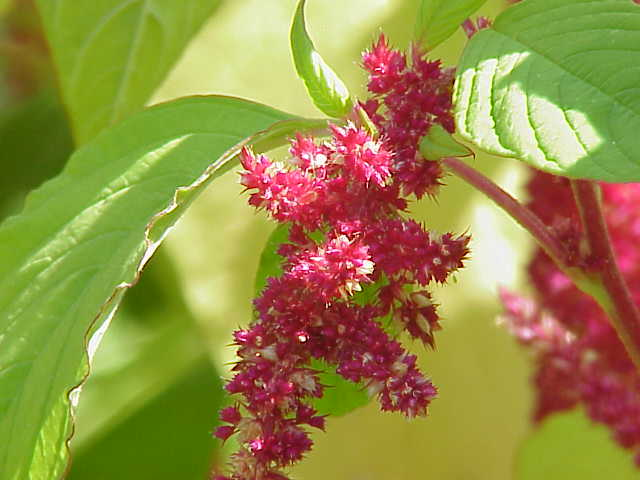
Amaranthus tricolor

L'amaranto è una pianta originaria del Messico, dai chicchi commestibili e usualmente consumati in modi simili ai cereali (ma è classificato come pseudocereale). Tra le specie commestibili si ricordano Amaranthus caudatus, Amaranthus cruentus e Amaranthus hypochondriacus.

## Origine, storia e tradizioni

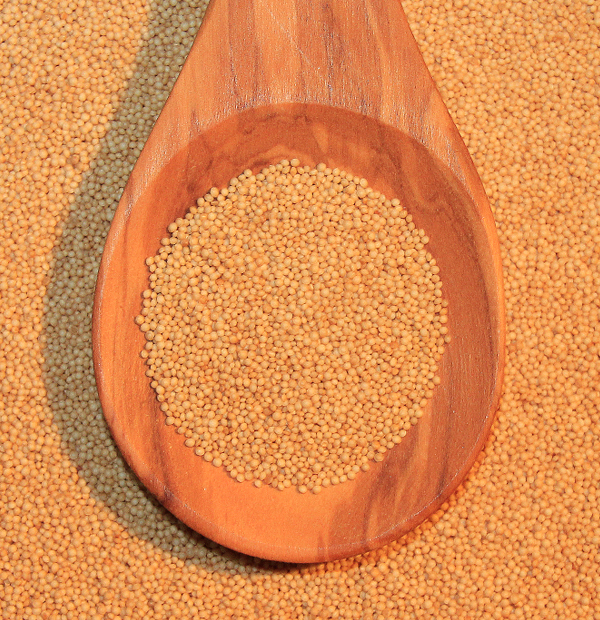
Semi di Amaranto

L'amaranto è una pianta che conta diverse specie, originaria dell'America centrale, dove era coltivata già dalle civiltà precolombiane, in particolare dagli Aztechi.
Il genere Amaranthus comprende circa 60 specie, ma solo 3 sono ritenute buone produttrici di semi: il Caudatus, il Cruentus e l'Hypochondriacus.
La sua diffusione nel mondo è varia: se ne ritrovano tracce in Europa (dal ‘700, usato come pianta ornamentale), in Africa (dall'800, coltivato come ortaggio) e in Asia (dall'800, come cereale), anche se in questi luoghi esso non raggiunse mai l'importanza che aveva nei Paesi d'origine. La riscoperta del seme avvenne al grande pubblico nel 1975, grazie alla pubblicazione di un libro di botanica a cura della National Academy of Sciences statunitense in cui venivano descritte le caratteristiche nutritive di diverse piante da tempo dimenticate tra cui, appunto, l'amaranto.
Attualmente, l'amaranto viene coltivato a scopo commerciale in Messico, Sud America, Stati Uniti d'America, Cina, Polonia e Austria.
Si pensa che esistesse anche una varietà già conosciuta dai popoli greci, nella cui mitologia si narrava che le Dee amassero essere festeggiate dagli umani con ghirlande di amaranto, per ottenere così la loro protezione e benevolenza. Ugualmente si pensa che i Romani attribuissero all'amaranto il potere di tenere lontana l'invidia e la sventura. Poiché dal punto di vista botanico l'amaranto in Europa arrivò molto dopo, è probabile che con la parola "amaranto" gli antichi Greci indicassero una pianta simile al crisantemo, fiore che veniva usato soprattutto nei riti funebri proprio per attrarre la benevolenza degli Dei per il defunto e per i vivi. Una pianta simile al crisantemo era già stata osservata da Plinio il Vecchio che lo descrisse nella sua Naturalis historia, come un fiore che aveva la peculiarità di “non morire mai”: raccolto per l'essiccazione, riprendeva vita appena a contatto dell'acqua, anche se i fiori erano ormai diventati appassiti. Per questi motivi la pianta rappresentava sia la permanenza dei ricordi nel tempo, sia i sentimenti duraturi ed era così usata per riti funebri o propiziatori.
Nei suoi territori d'origine era definito dagli Aztechi come “il misterioso grano” o “il grano degli Dei”; i semi erano conosciuti per le alte qualità nutrizionali ed energetiche ma altrettanto, se non maggiormente importante, era l'uso che se ne faceva nei rituali religiosi. Anche i Maya lo usavano come nutrimento mentre gli Incas lo definivano “kiwicha” (piccolo gigante) e ne apprezzavano principalmente il suo potere curativo. Nei riti religiosi aztechi l'amaranto veniva impastato con farina di mais e utilizzato per forgiare delle figure antropomorfe che richiamavano gli idoli celebrati, le figure erano poi consumate al termine del rito propiziatorio.
La diffusione nel Centroamerica subì un arresto pressoché definitivo con l'arrivo dei Conquistadores agli inizi del sedicesimo secolo, non solo per lo sterminio della popolazione, ma anche perché venne formalmente bandito, in un'ottica tattica di conquista: l'obiettivo era infatti sia quello di imporre la sostituzione delle coltivazioni autoctone con le sementi europee, di maggior interesse per i colonizzatori, sia quello di disgregare le comunità colpendo la cultura religiosa originale e aprendo la via alla conversione cattolica.

## Proprietà nutritive

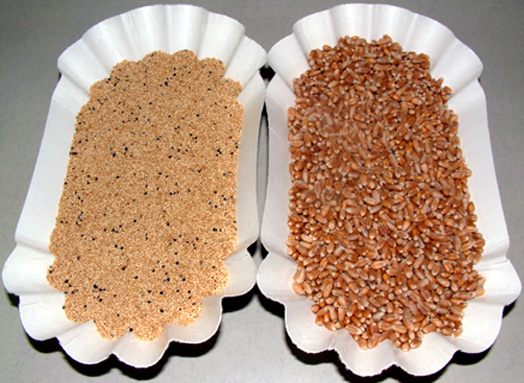
Semi di amaranto (sinistra) e frumento (destra)

Ricco di proteine, fino al 16%, con elevato valore biologico, l'amaranto, rispetto ai cereali, contiene il doppio di lisina, amminoacido essenziale di cui sono carenti quasi tutti i cereali. È invece privo di leucina e treonina, aminoacidi essenziali che sono invece presenti nel germe di grano.
Ha un elevato contenuto di calcio, di fosforo, di magnesio e di ferro. Grazie inoltre all'elevato contenuto di fibre, ha un effetto benefico sulla digestione e sul ricambio. Essendo privo di glutine è indicato per l'alimentazione di chi è affetto da celiachia, o ha problemi intestinali, ma anche ai bambini nel periodo dello svezzamento. È convenientemente usato spesso come base per le pappe dei bambini o come ingrediente pregiato di minestroni di verdura per convalescenti e anziani.

## Coltivazione
La coltivazione dell'amaranto è relativamente semplice, trattandosi di una pianta piuttosto resistente a parassiti, malattie e temperature elevate così come il suo parente selvatico Amaranthus retroflexus, non ha bisogno di particolari cure. La semina può essere effettuata da metà aprile in avanti, comunque quando si ha la certezza che non vi siano più gelate notturne, tenendo presente che la germinazione migliora con la temperatura e che se questa è troppo bassa la germinazione viene effettivamente inibita dalla luce solare. 
La produttività dell'amaranto è molto elevata, una singola pianta può produrre fino a 200 000 semi, per un peso complessivo che può arrivare a 100 grammi di seme. 
L'amaranto, in particolare la specie Amaranthus caudatus, viene anche utilizzato come pianta ornamentale rendendo più facilmente reperibili i semi per iniziare una coltivazione in proprio.

## Raccolta dei semi
La raccolta dei semi è resa più complessa dal fatto che ogni infiorescenza prodotta dalla stessa pianta matura in tempi diversi e quindi richiede più fasi di raccolta distinte che dovrebbero essere eseguite a mano. Le varietà di amaranto selezionate per la coltivazione su scala più grande, come la Golden Giant, tendono a generare una singola infiorescenza che semplifica le operazioni di mietitura. Test di coltivazione nella Pianura Padana mostrano la possibilità di effettuare fino a due raccolti, uno estivo e uno autunnale, dalla stessa pianta.

## Metodo di preparazione

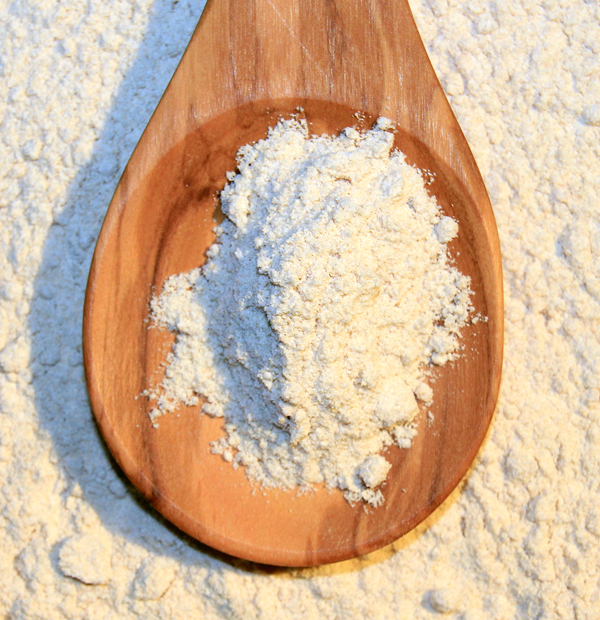
Farina di amaranto

Una volta bollito risulta una massa gelatinosa (lo stesso si può dire per la tapioca), quindi è preferibile cucinarlo in abbinamento a cereali (orzo, riso), o con verdure, con un conseguente miglioramento del sapore e del valore nutritivo.
Dopo il lavaggio si può cuocere in due parti di acqua con un cucchiaino di sale per 20 minuti in una pentola a pressione e 30 minuti in una pentola normale. Non mescolare e lasciar riposare 10 minuti dopo la cottura a pentola coperta, per permettere ai chicchi di finire di gonfiarsi. Il sapore risulta leggermente dolciastro.
Si possono eventualmente tostare con un filo di olio i grani, i quali scoppiano, ottenendo così una sorta di pop corn. Alternativamente possono essere soffiati. Se ne può usare anche la farina, ma non potendo lievitare da sola per l'assenza di glutine, è bene miscelarla a farina di farro o di frumento.